# BFD HG 3/4
Die Dampflokomotiven des Typs HG 3/4 wurden ab 1913 in zehn Exemplaren durch die Brig-Furka-Disentis-Bahn beschafft. Die von der Schweizerischen Lokomotiv- und Maschinenfabrik Winterthur (SLM) gebauten Zahnradlokomotiven der Bauart Abt kamen nach ihrer Ausrangierung in der Schweiz in Frankreich und Vietnam zum Einsatz. Bis heute sind vier Exemplare betriebsfähig erhalten, drei davon bei der Dampfbahn Furka-Bergstrecke (DFB).

## Konstruktion

Katalogillustration der B.F.D 1

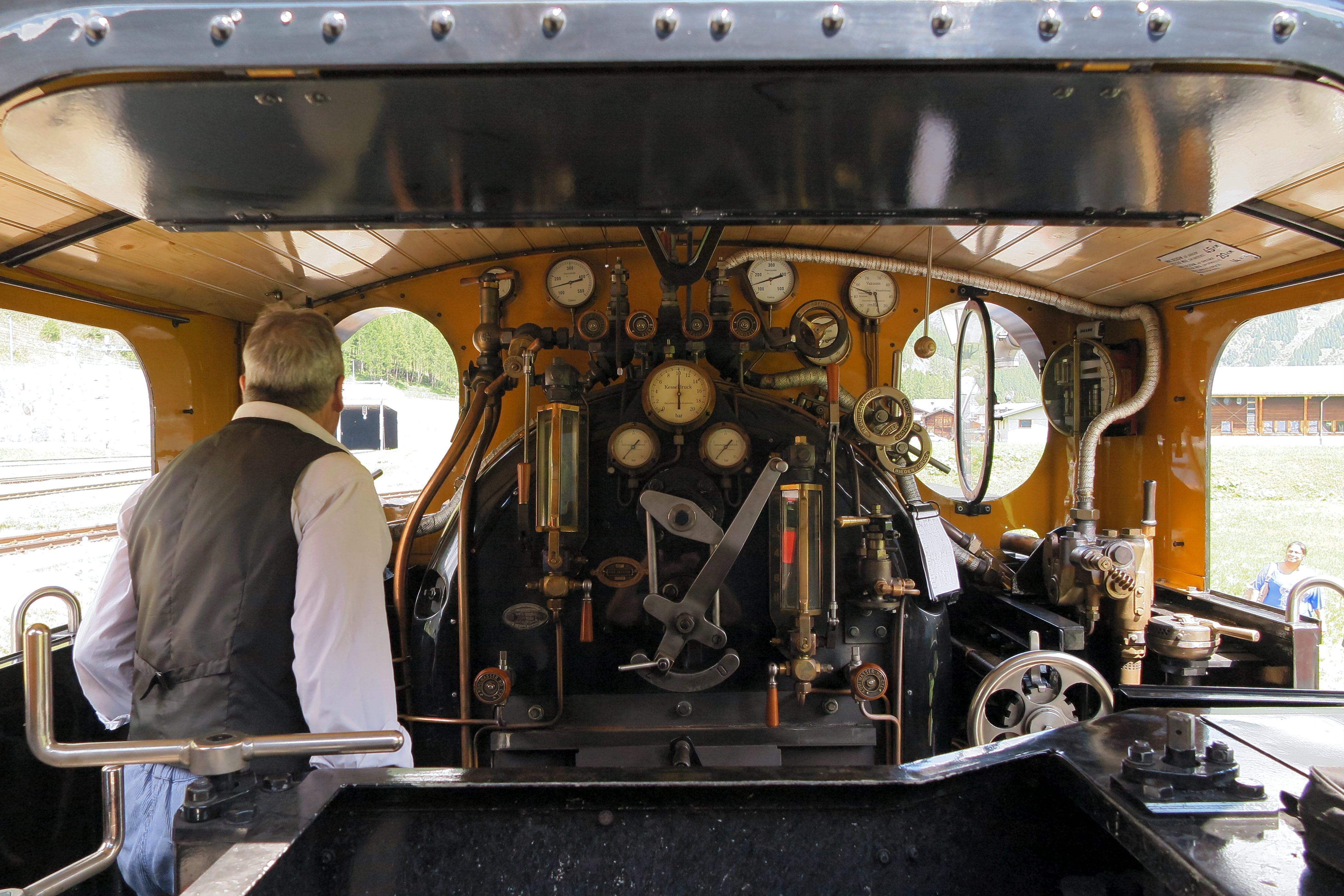
Einblick in den Führerstand der Lok 9

Bei der Konstruktion der Lokomotiven konnte die SLM insbesondere auf die Erfahrungen der Visp-Zermatt-Bahn (VZ) mit den ab 1890 gebauten Maschinen des Typs HG 2/3 zurückgreifen. Im Vergleich zu den Visp-Zermatt-Bahn-Maschinen konnte die Leistung erheblich erhöht werden, dem Stand der Technik folgend waren sie von Anfang an auf den Betrieb mit Heissdampf ausgelegt. Als maximal befahrbare Steigung wurden 110 ‰ vorgesehen, die Anhängelast sollte auf Adhäsions- und Zahnradabschnitten maximal 60 Tonnen betragen.
Die Lokomotiven verfügen über drei in einem Aussenrahmen gelagerte Kuppelachsen sowie einem als Bisselgestell ausgeführten Vorlaufradsatz. Der Antrieb erfolgt auf die mittlere Kuppelachse, die hintere Kuppelachse ist beidseitig um 23 mm seitenverschiebbar. Die beiden Zahnräder sind in einem separaten Rahmen (dem sogenannten Zahnradwagen) gelagert, der ungefedert zwischen der ersten und zweiten Kuppelachse angeordnet ist.
Die insgesamt vier Zylinder arbeiten in Verbundwirkung, wobei die aussenliegenden Adhäsionszylinder als Hochdruckzylinder und die innenliegenden Zylinder des Zahnradtriebwerks als Niederdruckzylinder arbeiten. Dementsprechend weisen die innenliegenden Zylinder einen um 130 mm grösseren Durchmesser auf. Hoch- und Niederdruckzylinder einer Seite sind zu einem Gussstück zusammengefasst und mit dem gegenüberliegenden Zylinderblock verschraubt. Alle Zylinder sind mit Kolbenschiebern ausgestattet. Das Adhäsionstriebwerk verfügt über eine Walschaerts-Steuerung, das Zahnradtriebwerk erhielt aus Platzgründen eine Steuerung der Bauart Joy. Beide Steuerungen sind nur gemeinsam einstellbar, lediglich die Lokomotive Nr. 1 verfügte kurze Zeit über getrennt einstellbare Steuerungen, was sich jedoch nicht bewährte.
Der Kessel weist einen Durchmesser von 1218 mm auf und verfügt über 103 Heiz- sowie 15 Rauchrohre. Der Dampfdom ist mit zwei Sicherheitsventilen der Bauart Popp ausgestattet. Die Feuerbüchse ist nach hinten hin geneigt, um in Gefälleabschnitten eine permanente Überspülung mit Wasser sicherzustellen. Die Lokomotiven sind dafür ausgelegt, Gefälle bis 110 ‰ mit dem Kessel voran befahren zu können. Der Wasservorrat von 3,2 m² ist in Wasserkästen zu beiden Seiten des Kessels gespeichert. Der Kohlevorrat von 1030 kg wird ebenfalls im linken Wasserkasten gelagert.
Die Lokomotiven verfügen über eine Gegendruckbremse sowie eine Saugluftbremse, die auch die Bremsung angehängter Züge übernimmt. Zusätzlich sind zwei auf beide Zahnräder wirkende handbetätigte Bandbremsen vorhanden. Eine weitere auf die Treibachsen wirkende Handbremse dient als Feststellbremse.

## Geschichte

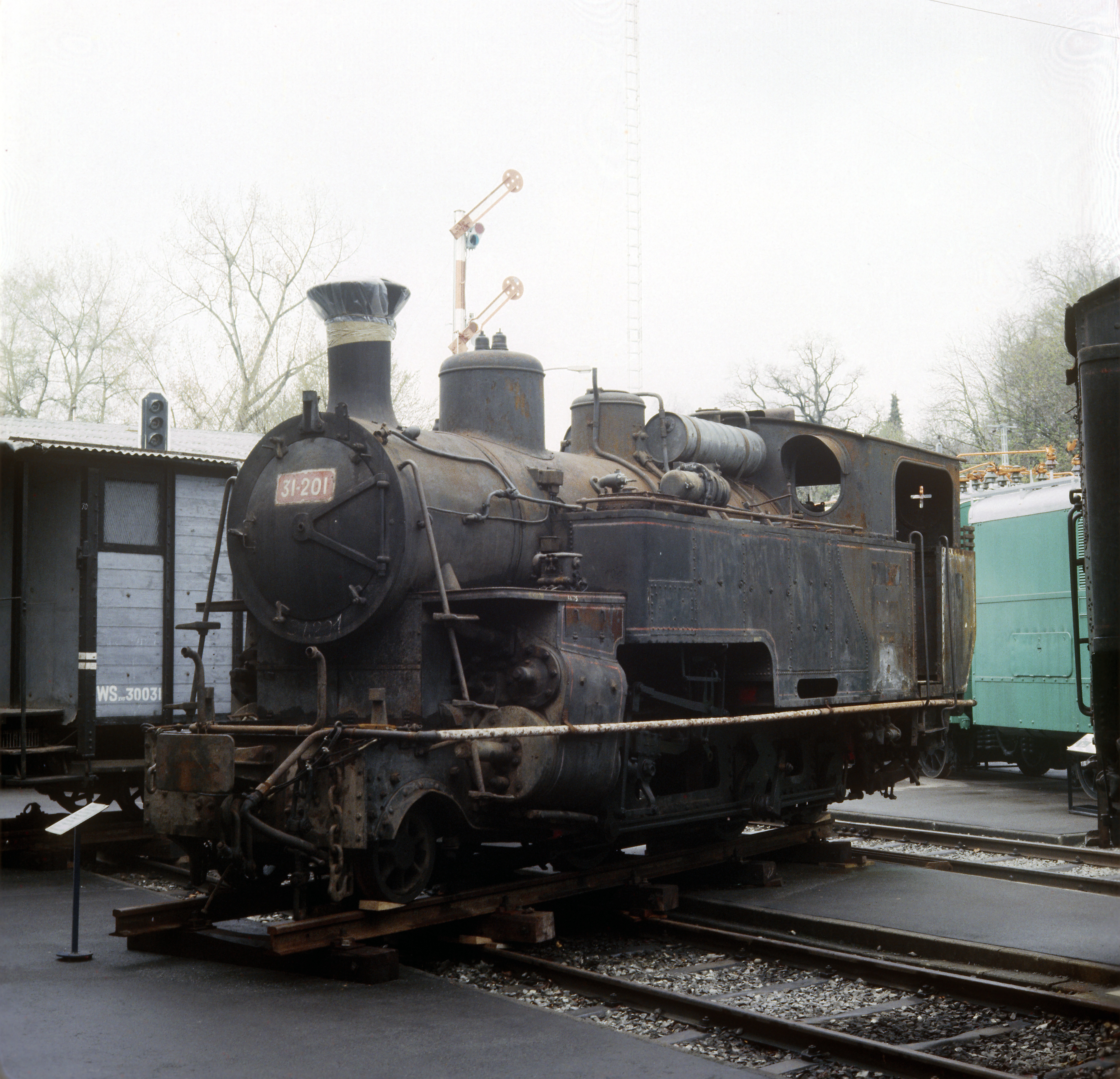
Lok 1 nach ihrer Rückholung aus Vietnam (1991)

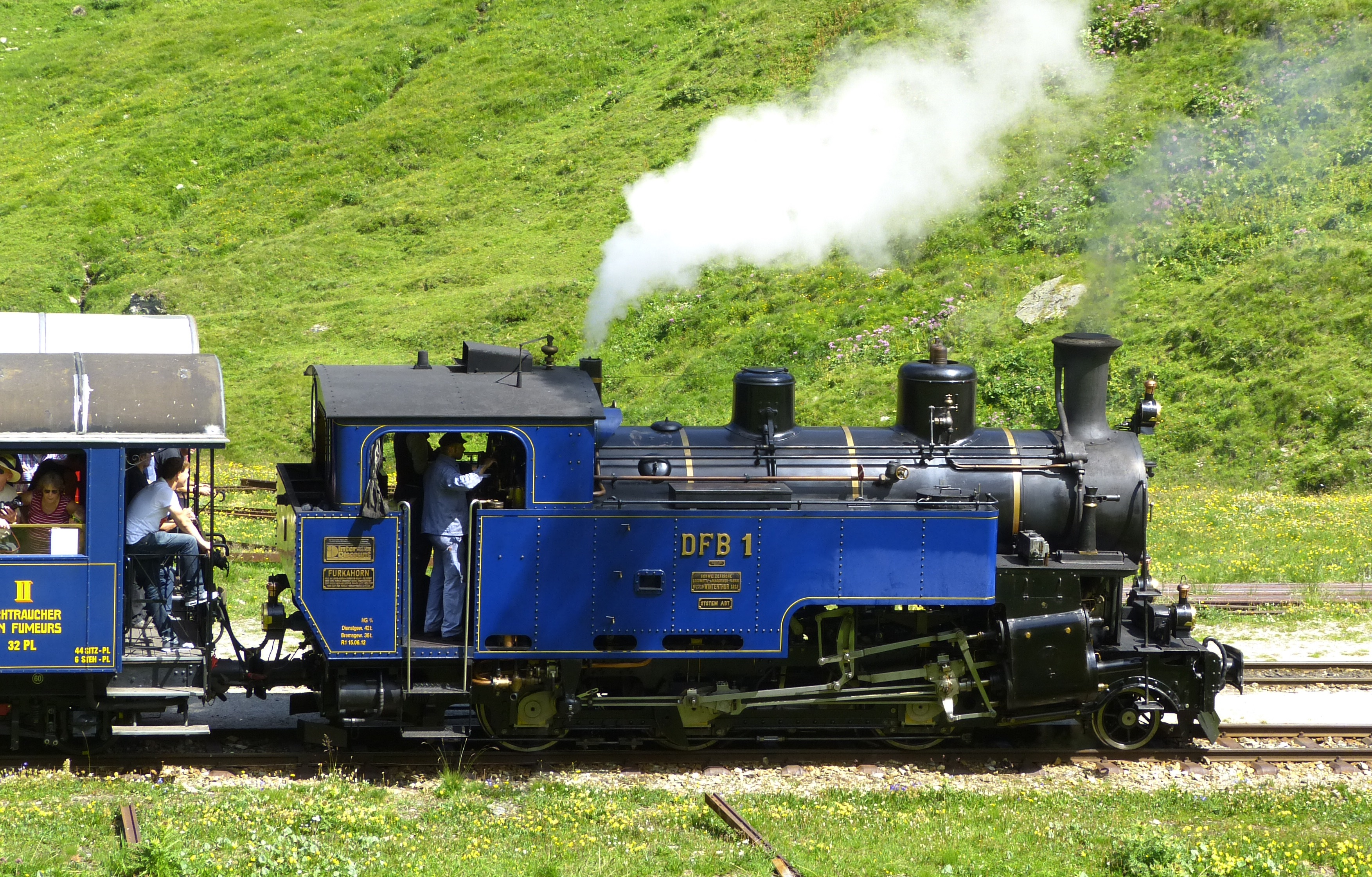
Lok 1 im blauen DFB-Farbkleid (2016)

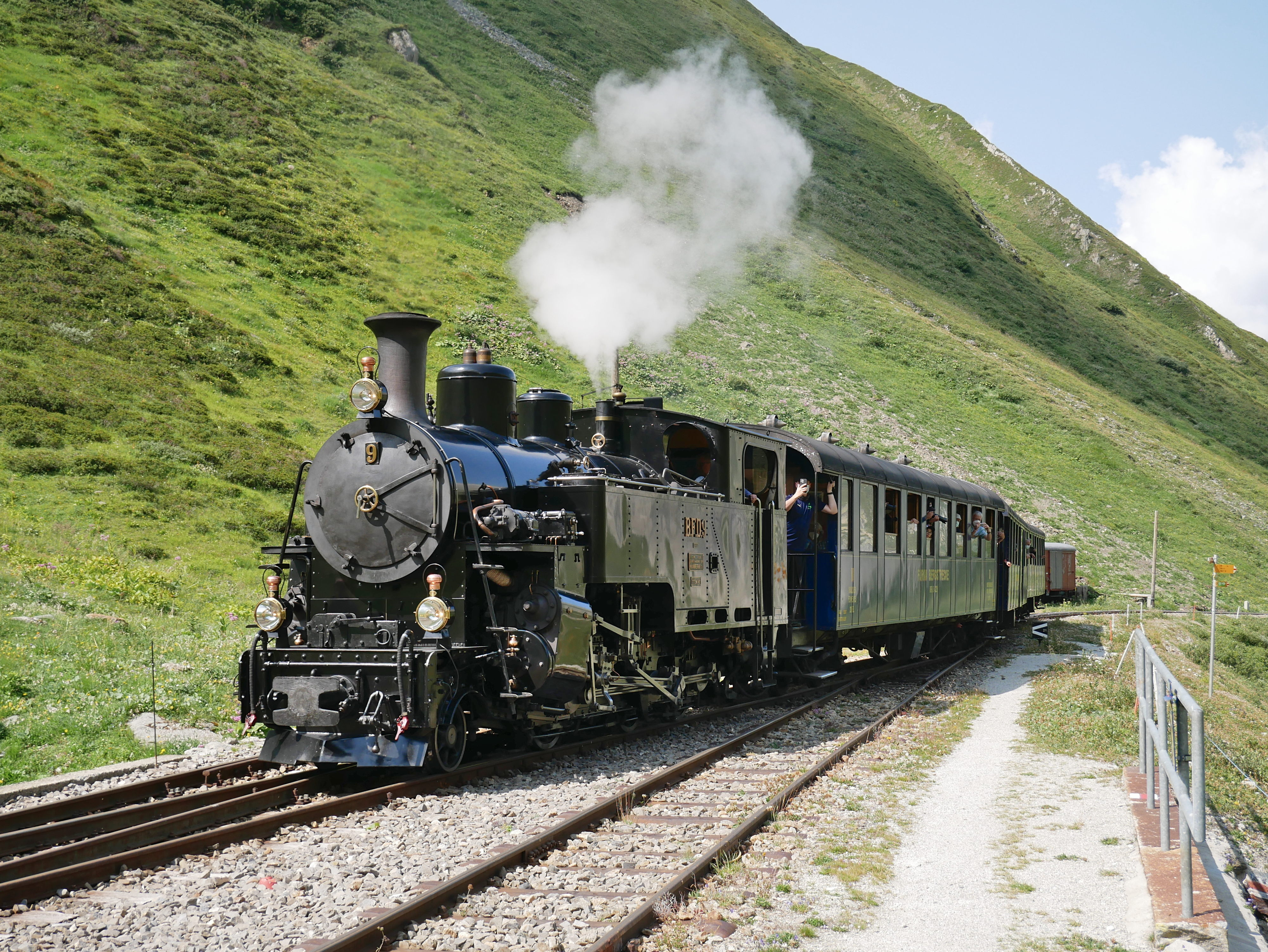
Lok 9 wieder ganz in Schwarz in Muttbach-Belvedere (2021)

Die ersten vier Lokomotiven wurden bereits 1913 für den Bau der Brig-Furka-Disentis-Bahn geliefert, die Nummern 1 und 2 nach Brig, 3 nach Disentis und 4 in Teile zerlegt nach Andermatt, wo sie zusammengesetzt und 1914 in Betrieb gesetzt wurde. Die restlichen sechs Maschinen folgten 1914 nach Brig. Der Ausbruch des Ersten Weltkrieges zwang 1916 zur Einstellung der Bauarbeiten, so dass ab 1915 lediglich zwischen Brig und Gletsch ein fahrplanmässiger Zugsverkehr angeboten werden konnte. Dafür wurden wechselweise vier der acht in Brig vorhandenen Lokomotiven eingesetzt, die Loks 3 und 4 blieben nach 1916 in Diesentis und Andermatt abgestellt.  Nach dem Konkurs der Brig-Furka-Disentis-Bahn 1923 gingen alle zehn Lokomotiven an die neu gegründete Furka-Oberalp-Bahn, die 1926 den durchgehenden Betrieb von Brig nach Disentis aufnehmen konnte. Die zehn Dampflokomotiven wurden 1928 durch zwei Benzinmotorwagen ergänzt, die einen kostengünstigeren Betrieb in verkehrsschwachen Zeiten ermöglichen sollten.
Die 1939 begonnene und 1942 vollendete Elektrifizierung der strategisch bedeutenden Furka-Oberalp-Bahn machte die HG 3/4 nach und nach überflüssig, als Reserve blieben acht davon jedoch weiterhin vorhanden. Lok Nr. 7 wurde im Dezember 1940 an die Bière-Apples-Morges-Bahn (BAM) verkauft, wo der Zahnradantrieb ausgebaut wurde. Sie beförderte bis zur Elektrifikation die schwerer gewordenen Züge nach Bière. Lok Nr. 6 wurde durch die Armee gemietet, um im Falle eines kriegsbedingten Unterbruchs der Stromversorgung auf der CEG (Montbovon – Bulle) einen Dampfbetrieb zu ermöglichen, kam dort jedoch nie zum Einsatz. Nach Kriegsende kehrte die Nr. 6 zur Furka-Oberalp-Bahn zurück. Die Voies ferrées du Dauphiné (VFD) erwarben 1946 beide Loks von FO und BAM für den Einsatz auf den von Grenoble ausgehenden Schmalspurstrecken. Sie standen dort bis 1952 im Einsatz und wurden anschliessend verschrottet.
1947 trennte sich die FO von den überzählig gewordenen Dampfloks 1, 2, 8 und 9. Die französische Kolonialverwaltung erwarb die Maschinen für den Einsatz auf der Zahnradbahn von Song Pha nach Đà Lạt in Französisch-Indochina. Für die Schneeräumung an Furka- und Oberalppass blieben die Loks 3, 4, 5 und 10 zunächst bei der Furka-Oberalp-Bahn. Während Lok 4 zwischen 1956 und 1959 an die Rhätische Bahn (RhB) vermietet worden war und in Chur als Rangierlok Verwendung fand, wurde Lok 5 1959 ausgemustert und 1968 verschrottet. Lok 10 wurde am 15. Mai 1965 während der Schneeräumung oberhalb von Gletsch von einer Lawine erfasst und zerstört, wobei der Heizer und zwei Amateurfotografen getötet wurden, während der Lokführer verletzt überlebte.
Die beiden verbliebenen Lokomotiven 3 und 4 wurden mit der Inbetriebnahme der Diesellokomotiven des Typs HGm 4/4 1967 für die Schneeräumung entbehrlich. Lok Nr. 3 wurde 1969 der Museumsbahn Blonay–Chamby (BC) geschenkt, während Nr. 4 als Reserve weiterhin bei der Furka-Oberalp-Bahn blieb und hauptsächlich für Nostalgiefahrten verwendet wurde. Mit Ablauf der Untersuchungsfristen wurde sie 1972 abgestellt. Zwischen 1983 und 1988 wurde die Lok durch den Oberwalliser Eisenbahn-Amateur-Klub betriebsfähig aufgearbeitet und für Sonderfahrten auf den Adhäsionsabschnitten im Goms eingesetzt, da das Zahnradtriebwerk nicht mehr funktionstüchtig war.

### Einsatz auf der Furka-Bergstrecke
Die Dampfbahn Furka-Bergstrecke suchte Ende der 1980er Jahre weltweit nach passenden Dampflokomotiven für den geplanten Museumsbetrieb zwischen Realp und Oberwald. Man stiess schliesslich auf die 1947 nach Indochina verkauften ehemaligen Brig-Furka-Disentis-Bahn Lokomotiven, die an der seit 1975 stillgelegten Zahnradbahn noch vorhanden und 1985 durch den Schweizer Geologen Dieter Meyer-Rosa wiederentdeckt worden waren. Die Dampfbahn Furka-Bergstrecke (DFB) beschloss die Rückführung der vier in teilweise desolatem Zustand befindlichen Lokomotiven. Unter der Bezeichnung Back to Switzerland kehrten die vier HG 3/4 sowie zwei direkt von der SLM nach Vietnam gelieferten Zahnradlokomotiven des Typs HG 4/4 1990 in die Schweiz zurück. Die Aufarbeitung der am besten erhaltenen Lokomotiven Nr. 1 und 9 erfolgte zwischen 1992 und 1993 im Dampflokwerk Meiningen unter Verwendung von Teilen der beiden anderen Maschinen. Beide Loks erhielten neue geschweisste Kessel sowie neue Zahnräder, Führerhäuser und Wasserkästen. Das gesamte Bremssystem sowie zahlreiche Kleinteile mussten ebenso erneuert werden. Der in Vietnam hinzugefügte Kohlenkasten an der Rückseite des Führerhauses wurde beibehalten.
Lok 1 konnte am 9. Juni 1993 in Betrieb genommen werden, Lok 9 folgte am 25. August des gleichen Jahres. Seitdem trugen beide Maschinen einen kobaltblauen Anstrich. Lok 9 trug im Sinne einer durchgehenden Nummerierung aller Dampfbahn-Furka-Bergstrecke-Lokomotiven vorübergehend die Nummer 2, erhielt aber 1999 ihre ursprüngliche Nummer zurück. Anlässlich einer im Frühjahr 2013 abgeschlossenen Revision wurde Lok 9 in den Lieferzustand von 1914 zurück versetzt, seitdem trägt sie wieder die ursprüngliche schwarze Farbgebung, wie sie bei BFD und FO üblich war.
Die ehemals im Besitz der Furka-Oberalp-Bahn befindliche Lok 4 ging 1997 zunächst leihweise an die Dampfbahn Furka-Bergstrecke über. Anschliessend wurde sie in der DFB-Werkstätte Chur betriebsfähig aufgearbeitet und am 24. Juli 2006 in Betrieb genommen. Die Lok wurde historisch korrekt restauriert und vollständig schwarz lackiert. Anlässlich der Eröffnung des Streckenabschnitts Gletsch–Oberwald im Jahr 2010 ging die Lok als Geschenk an die DFB über.

### Liste der HG 3/4 der Brig-Furka-Disentis-Bahn
| Nr. | Fabriknummer | Baujahr | Ausm. | Bemerkungen |
| --- | ------------ | ------- | ----- | --- |
| 1   | 2315         | 1913    | 1947  | 1947 an Chemins de fer français de l’Indochine, 1990 an Dampfbahn Furka-Bergstrecke, dort Nr. 1 Furkahorn                                                                      |
| 2   | 2316         | 1913    | 1947  | 1947 an Chemins de fer français de l’Indochine, Überreste 1990 an DFB |
| 3   | 2317         | 1913    | 1967  | 1969 an Museumsbahn Blonay–Chamby, betriebsfähige Museumslok |
| 4   | 2318         | 1913    | 1972  | 1956–1959 bei Rhätische Bahn, 1978 Denkmal in Brig, 1988 betriebsfähig aufgearbeitet, 1997 leihweise an DFB, seit 2006 wieder betriebsfähig. 2010 Geschenk der MGB an die DFB. |
| 5   | 2415         | 1914    | 1959  | 1968 verschrottet |
| 6   | 2416         | 1914    | 1941  | 1941 leihweise an Armee für CEG, 1946 an Voies ferrées du Dauphiné, dort um 1952 verschrottet                                                                                  |
| 7   | 2417         | 1914    | 1940  | 1940 an Bière-Apples-Morges-Bahn, 1946 an Voies ferrées du Dauphiné, dort um 1952 verschrottet                                                                                 |
| 8   | 2418         | 1914    | 1947  | 1947 an Chemins de fer français de l’Indochine, Überreste 1990 an DFB |
| 9   | 2419         | 1914    | 1947  | 1947 an Chemins de fer français de l’Indochine, 1990 an DFB, dort Nr. 9 Gletschhorn                                                                                            |
| 10  | 2420         | 1914    | 1965  | 1965 durch Lawine zerstört |